# 山村和也 (ラグビー選手)
山村 和也（やまむら かずや、2004年3月2日 - ）は、日本のラグビーユニオン選手。

## プロフィール
- 大阪府出身[1]。
- ポジションはセンター(CTB)。
- 身長 182cm、体重 81kg
- 兄の知也もラグビー選手[2](現・リコーブラックラムズ東京)。
- 7人制日本代表に選ばれたことがある[3]。

## 略歴
5歳から吹田ラグビースクールでラグビーを始めた。
2022年、報徳学園高校卒業後、明治大学に入る。なお報徳学園高校時代、主将を務めて、高校日本代表候補に選ばれたことがある。